# Parlamentswahl in Ägypten 2000

Sitzverteilung:
Nationaldemokratische Partei, 353 Sitze
Unabhängige (Muslimbrüder), 17 Sitze
Neue Wafd-Partei, 7 Sitze
National-Progressive Unionistische Partei, 6 Sitze
Nasseristische Partei, 1 Sitz
Liberale Partei, 1 Sitz
andere Unabhängige, 55 Sitze
Ernannte Mitglieder, 10 Sitze

Parlamentswahlen wurden in Ägypten in drei Etappen zwischen dem 18. Oktober und dem 8. November 2000 abgehalten.
Die Wahlen wurden nach einer Entscheidung des Obersten Verfassungsgerichtshofs vom Juli 2000 in drei Etappen aufgeteilt, da die Richter alle Stimmabgabestationen abhören mussten. Die erste Etappe am 18. Oktober wurde für 150 Sitze in Unterägypten abgehalten, die zweite fand am 28. Oktober für 134 Sitze in Ost- und Oberägypten statt, und die dritte Etappe am 8. November umfasste die 156 Sitze in Mittelägypten sowie die Hauptstadt Kairo. Zwei Sitze in Alexandrien blieben vakant, nachdem die Ergebnisse von einem Gericht annulliert wurden.
Spitzenkandidat der regierenden Nationaldemokratische Partei (NDP) war Ahmad Nazif, Spitzenkandidat der größten Oppositionspartei, die Neue Wafd-Partei, war Numan Gumaa.

## Ergebnisse
Das Ergebnis war ein Sieg für die Nationaldemokratische Partei, welche 353 Sitze gewann. Nach dieser Wahl traten 35 der 72 Unabhängigen der NDP bei.
17 der unabhängigen Kandidaten waren Mitglieder der Muslimbruderschaft.
| Partei                 | Partei                                    | Anteil | Sitze | +/- |
| ---------------------- | ----------------------------------------- | ------ | ----- | --- |
|                        | Nationaldemokratische Partei              | 77,8 % | 353   | +35 |
|                        | Unabhängige*                              | 15,9 % | 72    | −40 |
|                        | Neue Wafd-Partei                          | 1,5 %  | 7     | +1  |
|                        | National-Progressive Unionistische Partei | 1,3 %  | 6     | +1  |
|                        | Nasseristische Partei                     | 0,7 %  | 3     | +2  |
|                        | Liberale Partei                           | 0,2 %  | 1     | +1  |
|                        | vakant gebliebene Sitze                   | 0,4 %  | 2     | -   |
|                        | Präsidentiell Ernannte                    | 2,2 %  | 10    | -   |
| Ungültige/leere Zettel | Ungültige/leere Zettel                    | -      | -     | -   |
| Gesamt                 | Gesamt                                    | 100 %  | 454   | 0   |